# Чемпионат России по конькобежному спорту 1905
Чемпионат России по конькобежному спорту в классическом многоборье 1905 года — 17-й чемпионат России, который прошёл 5 февраля 1905 года в Москве на катке «Патриаршие пруды». В первенстве принимали участие только мужчины.
Чемпионом России во второй раз подряд стал москвич Николай Седов, призёрами — Прокопий Лопухин (Саратов) и Васильев (Москва).
С 1895 года чемпион определялся по итогам выступления на двух дистанциях 1500 и 5000 метров. Забеги осуществлялись парами. Для завоевания звания чемпиона России необходимо было победить на обеих дистанциях.

## Результаты чемпионата
| место | спортсмен        | город   | 1500 м     | 5000 м      |
| ----- | ---------------- | ------- | ---------- | ----------- |
| 1     | Николай Седов    | Москва  | 2.41,8 (1) | 9.23,2 (1)  |
| 2     | Прокопий Лопухин | Саратов | 2.51,0 (2) | 10.17,0 (2) |
| 3     | Васильев         | Москва  | -          | 10.18,0 (3) |